# Verlagsvorschau
Eine Verlagsvorschau informiert in erster Linie Buchhändler, Journalisten und Lizenzpartner über Neuerscheinungen eines Verlages. Gewöhnlich kommen die höchst aufwändigen, meist DIN A4-gehefteten Prospekte zweimal jährlich heraus – im Dezember/Januar für die Frühjahrssaison und im Mai/Juni für die ab Herbst.
Die Verlage stellen darin ihre neue Produktion vor, mit einer kurzen Inhaltsbeschreibung und allen bibliographischen Informationen (Autor und Herausgeber, Titel, Übersetzer und Originaltitel, Umfang, Gestaltung, Ladenpreis, ISBN). Meist enthält eine Verlagsvorschau das Titelbild der zukünftigen Publikation und eine Kurzbiografie des Autors. Die Reihenfolge der Inhalte innerhalb der Vorschau signalisiert die Erwartungshaltung des Verlages an die Resonanz des Publikums. So setzen die Redakteure bestimmte Schwerpunkte in ihrem Programm und heben einige (voraussichtlich verkaufsstarke) Titel gestalterisch, z. B. mit Leseproben oder Pressestimmen, deutlicher hervor. Diese Methode ist üblich und bei den Autoren nicht immer beliebt. Am Ende eines solchen Vorschauheftes werden häufig ein Auszug der Backlist abgedruckt und die Kontaktdaten und Ansprechpartner des Verlages mitgeteilt. Die genaue Gestaltung der einzelnen Verlage fügt sich häufig in deren Verlagsprofil ein. So wird ein Unternehmen, das sich auf wissenschaftliche Literatur spezialisiert hat, eher eine schlichte Aufmachung bevorzugen, dagegen beispielsweise der Musik- und Filmbuchverlag Schwarzkopf & Schwarzkopf eine extravagante Ausschmückung. Vorschauen in Form von – auch auf Belletristik bezogenen – Hochglanzmagazinen stehen für immer extremere Marketingmaßnahmen der Branche. Häufig stellen Verlagsvorschauen den ersten Kontakt zur Fachöffentlichkeit dar und wollen verständlicherweise nicht gleich in der Masse der Angebote untergehen.
Der Usus der gedruckten Vorschau befindet sich bei Verlagen momentan in der Diskussion: Sowohl die Erscheinungsweise wie auch die teure Erstellung der gedruckten Vorschauen lässt diesen Aufwand angesichts stagnierender Buchhandelsumsätze regelmäßig auf den Prüfstand stellen. Besonders in kleineren Verlagen, oft auch ohne einen mitbeauftragten Verlagsvertreter, wird auf eine regelmäßige Vorschau verzichtet. Dabei ist die Funktion der Vorschauen – die Vertreter und ihre Reise vorzubereiten und den Handel auf das bevorstehende Programm einzustimmen – meist unbestritten und aus dem aktuellen Handelsmarketing schwer wegzudenken. Seit Jahren werden die Vorschauen zusätzlich online zur Verfügung gestellt, zum Teil in geschlossenen Bereichen für den Handel auf den Homepages der Verlage.
Seit einigen Jahren werden in den USA, dem größten Buchmarkt der Welt, von Buchhandlungen für die Informationsbeschaffung zu Neuerscheinungen und damit zur Novitätendisposition internetbasierende Systeme eingesetzt. Die Verlage stellen alle Informationen zu den Neuerscheinungen tagesaktuell online – zusätzlich mit Informationen zu Marketingmaßnahmen, Rezensionen und Zugriff auf Werbematerialien.
Der deutschsprachigen Buchbranche stehen mittlerweile mehrere Systeme zur Auswahl: Seit 2015 ist für den Buchhandel eine deutsche Version des US-amerikanischen Marktführers edelweiss und die Novitätenplattform novi24.de verfügbar. Das Titelinformationssystem VLB-TIX ist als im brachenweiten Auftrag erstellte Neuentwicklung, die auf dem Verzeichnis Lieferbarer Bücher aufbaut, seit Dezember 2015 online und kann neben Buchhandlungen auch von Journalisten, Bloggern und Lesern genutzt werden.